# Anabas
Anabas – rodzaj słodkowodnych ryb z rodziny błędnikowatych (Anabantidae). Osiągają do 30 cm długości.

## Zasięg występowania
Indie, Chiny i Bangladesz. Zarośnięte i zamulone wody, pola ryżowe.

## Klasyfikacja
Gatunki zaliczane do tego rodzaju:
- Anabas cobojius
- Anabas testudineus – łaziec[3], łaziec indyjski[4]